# Kalanchoe boranae
Kalanchoe boranae är en fetbladsväxtart som beskrevs av E. Raadts. Kalanchoe boranae ingår i släktet Kalanchoe och familjen fetbladsväxter. Inga underarter finns listade i Catalogue of Life.